# Estola misella
Estola misella là một loài bọ cánh cứng trong họ Cerambycidae.